# Telipogon
Telipogon es un género  de orquídeas epífitas. Es originaria de Sudamérica. Comprende 304 especies descritas y de estas, solo 206 aceptadas.

## Características
Las plantas son generalmente de pequeño tamaño. Con flores que en algún momento son del mismo tamaño que la planta entera.
Las plantas son difíciles de cultivar y requieren de sombra y fresco a temperaturas intermedias dependiendo de la especie. Las plantas requieren de alta circulación de aire para evitar la pudrición por hongos y la constante bruma.

## Distribución y hábitat
Es nativa de Costa Rica y zonas occidentales de América del Sur con la mayor concentración en la cordillera de los Andes en Colombia. Las plantas se encuentran como ramitas, epífitas, en la alta montaña en el bosque nublado con gran cantidad de niebla.  

## Taxonomía
El género fue descrito por Carl Sigismund Kunth y publicado en Nova Genera et Species Plantarum (quarto ed.) 1: 335–336. 1815[1816]. La especie tipo no ha sido designada.
Etimología
Telipogon: nombre genérico que deriva de las palabras griegas: "telos", que significa final o punto y "pogon" igual a "barba", refiriéndose a los pelos en la columna de las flores.

## Especies aceptadas
A continuación se brinda un listado de las especies del género Telipogon aceptadas hasta agosto de 2015, ordenadas alfabéticamente. Para cada una se indica el nombre binomial seguido del autor, abreviado según las convenciones y usos.

## Especies deTelipogon

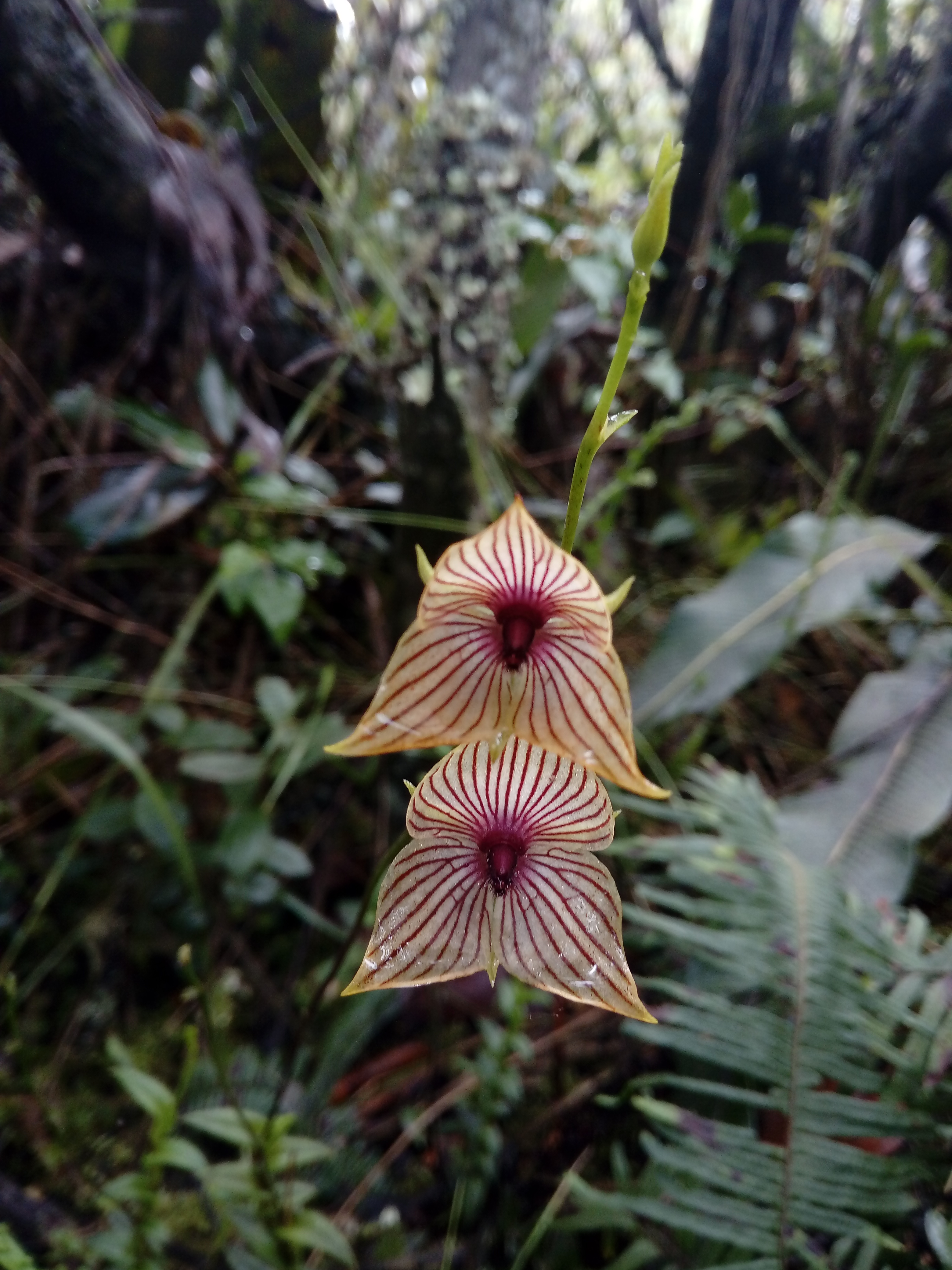
Flores de Telipogon nervosus

| - Telipogon acicularis (Dressler) N.H.Williams & Dressler (2005) - Telipogon albertii Rchb.f. (1876) - Telipogon alegriae D.E.Benn. & Christenson (2001) - Telipogon alexii N.H.Williams & Dressler (2005) - Telipogon alticola (Dodson & R.Escobar) N.H.Williams & Dressler (2005) - Telipogon ampliflorus C.Schweinf. (1938) - Telipogon anacristinae (Pupulin) N.H.Williams & Dressler (2005) - Telipogon andicola Rchb.f. (1855) - Telipogon andreetae Dodson & Hirtz (2004) - Telipogon antioquianus Rchb.f. (1876) - Telipogon antonietae D.E.Benn. & Ric.Fernández (1992) - Telipogon ardeltianus Braas (1981) - Telipogon ariasii Dodson & D.E.Benn. (1989) - Telipogon astroglossus Rchb.f. (1854) - Telipogon asuayanus Rchb.f. (1876) - Telipogon atropurpurea D.E.Benn. & Ric.Fernández (1992) - Telipogon aureus Lindl. (1845) - Telipogon auriculatus D.E.Benn. & Christenson (2001) - Telipogon auritus Rchb.f. (1876) - Telipogon australis Dodson & Hirtz (2004) - Telipogon ballesteroi Dodson & R.Escobar (1987) - Telipogon barbozae (J.T.Atwood & Dressler) N.H.Williams & Dressler (2005) - Telipogon benedicti Rchb.f. (1876) - Telipogon bennettii (Dodson & R.Escobar) N.H.Williams & Dressler (2005) - Telipogon bergoldii (Garay & Dunst.) Senghas & Lückel (1994) - Telipogon berthae P.Ortiz (1994) - Telipogon biolleyi Schltr. (1911) - Telipogon boissierianus Rchb.f. (1856) - Telipogon boliviensis (R.Vásquez & Dodson) N.H.Williams & Dressler (2005) - Telipogon bombiformis Dressler (2003) - Telipogon bowmanii Rchb.f. (1876) - Telipogon boylei (J.T.Atwood) N.H.Williams & Dressler (2005) - Telipogon bullpenensis (J.T.Atwood) N.H.Williams & Dressler (2005) - Telipogon butcheri Dodson & R.Escobar (1993) - Telipogon butchii N.H.Williams & Dressler (2005) - Telipogon calueri N.H.Williams & Dressler (2005) - Telipogon campbelliorum (J.T.Atwood) N.H.Williams & Dressler (2005) - Telipogon campoverdei D.E.Benn. & Ric.Fernández (1992) - Telipogon caroliae Dodson & R.Escobar (1987) - Telipogon cascajalensis Dodson & R.Escobar (1987) - Telipogon caucanus Schltr. (1920) - Telipogon caulescens Dressler (2003) - Telipogon chiriquensis Dodson & R.Escobar (1993) - Telipogon christobalensis Kraenzl. (1920) - Telipogon chrysocrates Rchb.f. (1876) - Telipogon collantesii D.E.Benn. & Christenson (2001) - Telipogon costaricensis Schltr. (1911) - Telipogon cuscoensis Nauray & Christenson (2003) - Telipogon cuyujensis Dodson (1989) - Telipogon dalstromii Dodson (1984) - Telipogon davidsonii D.E.Benn. & Christenson (2001) - Telipogon dendriticus Rchb.f. (1878) - Telipogon diabolicus Kolan., Szlach. & Medina Tr (2016) - Telipogon distantiflorus (Ames & C.Schweinf.) N.H.Williams & Dressler (2005) - Telipogon dodsonii Braas (1985) - Telipogon dubius Rchb.f. (1876) - Telipogon eberhardtii Braas (1985) - Telipogon ecuadorensis Schltr. (1921) - Telipogon elcimeyae Braas & Horich (1982) - Telipogon embreei N.H.Williams & Dressler (2005) - Telipogon erratus (Dressler) N.H.Williams & Dressler (2005) - Telipogon falcatus Linden & Rchb.f. (1854) - Telipogon fortunae (Dressler) N.H.Williams & Dressler (2005) - Telipogon fritillum Rchb.f. & Warsz. (1854) - Telipogon frymirei Dodson (1984) - Telipogon genegeorgei D.E.Benn. & Ric.Fernández (1992) - Telipogon glicensteinii Dodson & R.Escobar (1987) - Telipogon gnomus Schltr. (1921) - Telipogon gracilipes Schltr. (1923) - Telipogon gracilis Schltr. (1920) - Telipogon griesbeckii Dressler (2003) - Telipogon guacamayensis Dodson & R.Escobar (1989) - Telipogon guila Dodson & R.Escobar (1987) - Telipogon gymnostele Rchb.f. (1876) - Telipogon hagsateri Dodson & R.Escobar (1993) - Telipogon hartwegii Rchb.f. (1878) - Telipogon hastatus Rchb.f. (1876) - Telipogon hauschildianus Braas (1982) - Telipogon hausmannianus Rchb.f. (1861) - Telipogon helleri (L.O.Williams) N.H.Williams & Dressler (2005) - Telipogon hemimelas Rchb.f. (1876) - Telipogon hercules Rchb.f. ex Kraenzl. (1920) - Telipogon hirtzii Dodson & R.Escobar (1989) - Telipogon hoppii Schltr. (1924) - Telipogon hutchisonii Dodson & D.E.Benn. (1989) - Telipogon hystrix (Dodson) N.H.Williams & Dressler (2005) - Telipogon ibischii (R.Vásquez) N.H.Williams & Dressler (2005) - Telipogon immaculatus Christenson (2001) - Telipogon intis Braas (1981) - Telipogon ionopogon Rchb.f. (1876) - Telipogon isabelae Dodson & Hirtz (2004) - Telipogon jimburensis Dodson & R.Escobar (1989) - Telipogon jostii (Dodson) N.H.Williams & Dressler (2005) - Telipogon jucusbambae Dodson & R.Escobar (1998) - Telipogon kalbreyerianus Kraenzl. (1920) - Telipogon karsteae Dodson & Ed.Sánchez (2004) - Telipogon klotzscheanus Rchb.f. (1850) - Telipogon lagunae Schltr. (1924) - Telipogon lankesteri Ames (1923) - Telipogon latifolius Kunth in F.W.H.von Humboldt (1816) - Telipogon lehmannii Schltr. (1920) - Telipogon leila-alexandrae Braas (1985) - Telipogon loxensis Dodson & Hirtz (2004) - Telipogon lueri Dodson & D.E.Benn. (1989) - Telipogon machupicchuensis Nauray & Christenson (2003) - Telipogon macroglottis Rchb.f. (1876) - Telipogon maduroi Dressler (2003) - Telipogon maldonadoensis Dodson & R.Escobar (1998) - Telipogon medusae Dressler (2006) - Telipogon mendiolae Dodson & D.E.Benn. (1989) - Telipogon microglossus (Schltr.) N.H.Williams & Dressler (2005) - Telipogon minutiflorus Kraenzl. (1920) - Telipogon monteverdensis (J.T.Atwood) N.H.Williams & Dressler (2005) - Telipogon monticola L.O.Williams (1970) - Telipogon morganiae (Dodson) N.H.Williams & Dressler (2005) - Telipogon morii (Dressler) N.H.Williams & Dressler (2005) - Telipogon musaicus Rchb.f. (1876) - Telipogon nervosus (L.) Druce (1917) - Typus Species - Telipogon nirii Ackerman (2004) - Telipogon nitens Rchb.f. (1876) - Telipogon obovatus Lindl. (1847) - Telipogon ochraceus Garay (1956) - Telipogon octavioi Dodson & R.Escobar (1993) - Telipogon olmosii Dressler (2006) - Telipogon ortizii Dodson & R.Escobar (1993) - Telipogon ospinae Dodson & R.Escobar (1993) - Telipogon pachensis Rchb.f. (1876) - Telipogon pampatamboensis (Dodson & R.Vásquez) N.H.Williams & Dressler (2005) - Telipogon pamplonensis Rchb.f. (1858) - Telipogon panamensis Dodson & R.Escobar (1993) - Telipogon papilio Rchb.f. & Warsz. (1854) - Telipogon parvulus C.Schweinf. (1937) - Telipogon pastoanus Schltr. (1920) - Telipogon patinii Rchb.f. (1876) - Telipogon penningtonii Dodson & R.Escobar (1989) - Telipogon perlobatus (Senghas) N.H.Williams & Dressler (2005) - Telipogon personatus Dressler (2006) - Telipogon peruvianus T.Hashim. (1990) - Telipogon pfavii Schltr. (1921) - Telipogon phalaena Rchb.f. ex Kraenzl. (1920) - Telipogon phalaenopsis Braas (1981) - Telipogon piyacnuensis D.E.Benn. & Christenson (2001) - Telipogon pogonostalix Rchb.f. (1876) - Telipogon polymerus Rchb.f. (1876) - Telipogon polyneuros Rchb.f. ex Kraenzl. (1920) - Telipogon polyrrhizus Rchb.f. (1878) - Telipogon portillae Christenson (2003) - Telipogon portilloi Dodson & R.Escobar (1987) - Telipogon pseudobulbosus (D.E.Benn. & Christenson) N.H.Williams & Dressler (2005) - Telipogon pulcher Rchb.f. (1876) - Telipogon puruantensis Dodson & R.Escobar (1998) - Telipogon putumayensis Dodson & R.Escobar (1993) - Telipogon radiatus Rchb.f. (1876) - Telipogon retanarum Dodson & R.Escobar (1987) - Telipogon reventadorensis N.H.Williams & Dressler (2005) - Telipogon rhombipetalus C.Schweinf. (1946) - Telipogon roberti N.H.Williams & Dressler (2005) - Telipogon roseus Garay (1956) - Telipogon salinasiae Farfán & Moretz (2003) - Telipogon sanchezii Dodson & Hirtz (2004) - Telipogon saraguroensis Dodson & Ed.Sánchez (2004) - Telipogon sayakoae D.E.Benn. & Christenson 2000) - Telipogon schmidtchenii Rchb.f. ex Kraenzl. (1920) - Telipogon seibertii Dodson & R.Escobar (1993) - Telipogon selbyanus N.H.Williams & Dressler (2005) - Telipogon semipictus Rchb.f. ex Kraenzl. (1920) - Telipogon setosus Ames (1938) - Telipogon smaragdinus (Pupulin & M.A.Blanco) N.H.Williams & Dressler (2005) - Telipogon standleyi Ames (1925) - Telipogon steinii Dodson & R.Escobar (1989) - Telipogon steyermarkii Foldats (1968) - Telipogon stinae Dodson & Dalström (1984) - Telipogon storkii Ames & C.Schweinf. (1930) - Telipogon suarezii D.E.Benn. & Christenson (2001) - Telipogon suffusus Rchb.f. ex Kraenzl. (1920) - Telipogon tabanensis Dodson & R.Escobar (1993) - Telipogon tamboensis Dodson & Hirtz (2004) - Telipogon tayacajaensis D.E.Benn. & Christenson (2001) - Telipogon tesselatus Lindl. in G.Bentham (1845) - Telipogon thomasii Dodson & R.Escobar (1989) - Telipogon tsipiriensis (Pupulin) N.H.Williams & Dressler (2005) - Telipogon tungurahuae Dodson & R.Escobar (1998) - Telipogon urceolatus C.Schweinf. (1947) - Telipogon valenciae Dodson & R.Escobar (1993) - Telipogon vampyrus Braas & Horich (1982) - Telipogon vasquezii Christenson illeg - Telipogon venustus Schltr. (1920) - Telipogon vieirae Dodson & R.Escobar (1993) - Telipogon vollesii Dodson & R.Escobar (1993) - Telipogon vulcanicus Dodson & Hirtz (2004) - Telipogon wallisii Rchb.f. (1876) - Telipogon zephyrinus Rchb.f. (1876) |